# Der Tod des Empedokles (Film)
Der Tod des Empedokles (vollständiger Titel: Der Tod des Empedokles – oder: wenn dann der Erde Grün von neuem euch erglänzt; franz. Titel: La Mort d’Empédocle) ist ein deutsch-französischer Film von Danièle Huillet und Jean-Marie Straub aus dem Jahr 1986, dem das gleichnamige unvollendete Trauerspiel von Friedrich Hölderlin in der zweiaktigen Erstfassung zugrunde liegt.
Der Film hatte seine Uraufführung bei den Internationalen Filmfestspielen Berlin (Berlinale) des Jahres 1987, wo er sich im Wettbewerb um den Goldenen Bären der Jury stellte, aber leer ausging. Im selben Jahr wurde der Film auch beim Locarno Film Festival gezeigt, 1990 liefen zwei Versionen von Der Tod des Empedokles beim International Filmfest Rotterdam (IFFR). 2004 zeigte die Viennale den Film bei einer gemeinsam mit dem Filmmuseum ausgerichteten „vollständige[n] Werkschau“ von Jean-Marie Straub und Danièle Huillet, im Viennale-Programm 2008 lief Der Tod des Empedokles ein weiteres Mal. Auch bei der ersten Retrospektive des Autorenduos in den USA (Museum of Modern Art MoMA 2016) war der Film mit im Programm.
Die Beschäftigung der beiden Regisseure mit Hölderlins Empedokles-Fragmenten fand 1988 mit dem Nachfolgefilm Schwarze Sünde eine Fortsetzung. Zusammenschauend befand Aaron Cutler: „In The Death of Empedocles (1986) and Black Sin (1988), performers dressed in ancient Greek garb stand in sunlit fields reciting the playwright Friedrich Hölderlin’s words of hope for achieving a communist utopia.“
In der Rubrik Fernsehen der taz hieß es anlässlich einer Ausstrahlung von Der Tod des Empedokles: „Wie üblich wirkt auch die umstrittene Hölderlin-Inszenierung von Jean-Marie Straub und Daniele Huillet (BRD/Frankreich 1986) schroff, abweisend, sperrig, streng und auf seinen Geheimnissen entschlossen verharrend. Das paßt aber zu dem unvollendeten Hölderlin-Trauerspiel, das 1798 bis 1800 entstanden war.“ Und abschließend: „Daß der Straub-Film Hölderlins Verse zum Teil auch von Ausländern sprechen läßt, die nur mit äußerstem Schwung und pathetischem Anlauf über die Hürden der Verse kommen, ohne zu holpern, befremdet. Und doch stellt sich so die große Ferne her, die Unberührtheit der Verse, die ja auch keine Kompromisse mit den Zeitgenossen suchen. Empedokles ist kein Film, den man irgendjemandem empfehlen kann. Aber wer sich ihm aussetzt, wird sich ihm nicht entziehen können“.